# Caecilia bokermanni
Caecilia bokermanni é uma espécie de anfíbio gimnofiono. Ocorre na Colômbia e Equador. É uma espécie subterrânea tendo como habitat floresta tropical de baixa altitude. É conhecida em apenas duas localidades: Chirota na Amazónia do Equador e Amacayacu na Amazónia da Colômbia. É provável que ocorra em locais apropriados entre estas duas.